# Xã Toboyne, Quận Perry, Pennsylvania
Xã Toboyne (tiếng Anh: Toboyne Township) là một xã thuộc quận Perry, tiểu bang Pennsylvania, Hoa Kỳ. Năm 2010, dân số của xã này là 443 người.